# Santa Barbara (serial telewizyjny)
Santa Barbara – amerykański serial telewizyjny z gatunku opera mydlana emitowany od 30 lipca 1984 do 15 stycznia 1993 przez stację telewizyjną NBC. Serial rozgrywa się w kalifornijskim mieście Santa Barbara i opowiada o losach bogatej rodziny Capwellów i konkurującej z nią rodziny Lockridge'ów. Emitowany był od poniedziałku do piątku i składa się z 2137 odcinków. 
W Polsce Santa Barbara wyświetlany był przez Program Drugi TVP (dzisiejszą TVP2) od 2 lipca 1990 do lipca 1991 roku. Wyemitowano 149 odcinków. Wznawiany był przez stacje ATV oraz Dla Ciebie.
Podczas emisji w TVP zastosowano nietypowy zabieg; listę dialogową czytało dwoje lektorów – kobieta (początkowo Jolanta Niewiadomska, później Danuta Stachyra) – role żeńskie, a mężczyzna (Władysław Frączak, a następnie Tomasz Knapik) – męskie.

## Obsada serialu
- Santana Andrade – Ava Lazar / Margaret Michaels / Gina Gallego / Wanda De Jesus
- C.C. Capwell – Peter Mark Richman / Paul Burke / Charles Bateman / Jed Allan
- Eden Capwell – Marcy Walker
- Julia Wainwright Capwell – Nancy Lee Grahn
- Lily Blake Capwell – Lynn Clark / Paula Irvine
- Kelly Capwell – Robin Wright / Kimberly McArthur / Carrington Garland / Eileen Davidson
- Ted Capwell – Todd McKee / Michael Brainard
- Mason Capwell – Lane Davies / Terry Lester / Gordon Thomson
- Mary Duvall – Harley Kozak
- Kirk Cranston – Joseph Bottoms / Robert Newman
- Brick Wallace – Richard Eden
- Sophia Wayne Capwell / Dominic – Rosemary Forsyth / Judith McConnell
- Angela Cassidy – Nina Arvesen
- Cruz Castillo – A Martinez
- Scott Clark – Vincent Irizarry
- Suzanne Collier – Terri Garber
- Pamela Capwell Conrad – Shirley Anne Field / Marj Dusay
- Michael Donnelly – Frank Runyeon
- Peter Flint – Stephen Meadows
- Victoria Lane – Kristen Meadows
- Gina Blake Lockridge – Linda Gibboney / Robin Mattson
- Laken Lockridge – Julie Ronnie / Susan Marie Snyder / Shell Danielson
- Lionel Lockridge – Nicolas Coster
- Warren Lockridge – John Allen Nelson / Scott Jenkins / Jack Wagner
- Mark McCormick – Jon Lindstrom
- Joe Perkins – Dane Witherspoon / Mark Arnold
- Amy Perkins – Kerry Sherman
- Augusta Wainwright – Louise Sorel
- B.J. Walker – Sydney Penny
- Pearl – Robert Thaler
- Nick Hartley – David Haskell
- Dylan Hartley – Page Moseley
- Summer Blake – Jonna Leigh Stack
- Brandon DeMott Capwell – Scott Curtis/Brandon Call/David Zebulon/Brian Autenrieth/Will Nipper/Justin Gocke
- Christie Duvall – Tricia Cast
- Hayley Benson – Stacey Edwards
- Andrea Bedford – Ally Walker
- Rosa Andrade – Margarita Cordova
- Danny Andrade – Rupert Ravens
- Ginger Jones – Paula Kelly